# 魔法少女中華派派
『魔法少女中華派派』（魔法少女ちゅうかなぱいぱい!）是1989年1月15日至同年7月9日在富士电视台放送的特摄节目。东映不可思议喜剧系列第9作。全26話。
由於飾演女主角的演員小澤夏希途中突然失蹤，導致該作拍到第26集被逼腰斬，然後由續集《魔法少女中華伊帕內瑪！》接替。

## 故事
中華魔界的魔法少女派派為了逃避五目殿下安排的婚姻，和尋找被五目殿下用詛咒變成了一碗拉麵的戀人雷蒙德而去到人間界，她投宿於高山家當褓姆，过着替经常以冒险为借口而离家出走的自称考古学家之父亲照顧他三個笨蛋儿子，對抗惡保姆三軒茶屋小百合大嬸的針對，也對想將貝貝抓回去魔界的五目殿下之手下努尔哈赤和塔克拉瑪干戰鬥，以及使用魔法替身邊的人解決問題的生活。

## 人员
导演: 佐伯孚治、村山新治、坂本太郎、三ツ村鐵治
编剧: 大原清秀、山永明子、浦沢義雄

## 出演
- ぱいぱい - 小澤夏希
- 高山アキラ - 湯本貴宣
- 高山トオル - 山中一希
- 高山シンゴ - 石上大輔
- 高山行男 - 斉木しげる、海老名政志（少年時代）（第22話、第24話）
- 三軒茶屋小百合 - 柴田理恵
- ヌルハチ - うえだ峻
- タクラマカン - 長江英和
- レイモンド - あらい正和
- パイカル - 大杉漣（第13話、第18話、第20話、第21話、第23話）
- 警察官 - 市川勇（第1話、第2話、第5話 - 第7話、第15話）
- 親分 - 及川ヒロオ（第6話、第16話、第24話）
- 森先生 - 森篤夫（第18話）
- 校長 - 歌澤寅右衛門（第13話、第17話）
- 五目殿下 - 石井洋祐